# 藤崎駅 (福岡県)
藤崎駅（ふじさきえき）は、福岡県福岡市早良区百道二丁目に所在する福岡市地下鉄空港線の駅である。駅番号はK03。
駅のシンボルマークは福岡市出身のグラフィックデザイナー、西島伊三雄がデザインしたものでマークを一目見て駅名がわかるように地名の藤崎に因んだ藤の花である。
天神駅が管理し、西鉄ステーションサービスが駅業務を受託する業務委託駅である。

## 歴史
- 1981年（昭和56年）7月26日：開業[1]。
- 2020年（令和2年）4月1日：業務委託駅となる。姪浜管区駅廃止に伴い天神管区駅へ移管される[4]。

## 駅構造
相対式ホーム2面2線のホームを持つ地下駅である。明治通り藤崎交差点付近直下の地下3階、地下22mにプラットホームがあり、空港線の中では最も深い駅である（2023年3月に開業した七隈線延伸区間にある櫛田神社前駅と博多駅の方が当駅より3mほど深い）。
| 地階    | 出入口                       | 出入口                                                           |
| 地下1階 | コンコース階                 | コンコース、案内所、自動券売機、自動改札口、コンビニエンスストア |
| 地下1階 | コンコース階                 | トイレ（改札内）                                                 |
| 地下3階 | 単式ホーム、左側のドアが開く | 単式ホーム、左側のドアが開く                                     |
| 地下3階 | 1番ホーム                    | ■空港線 福岡空港・貝塚方面（西新駅）→                            |
| 地下3階 | 2番ホーム                    | ←■空港線 姪浜・唐津方面（室見駅）                                |
| 地下3階 | 単式ホーム、左側のドアが開く |                                                                  |

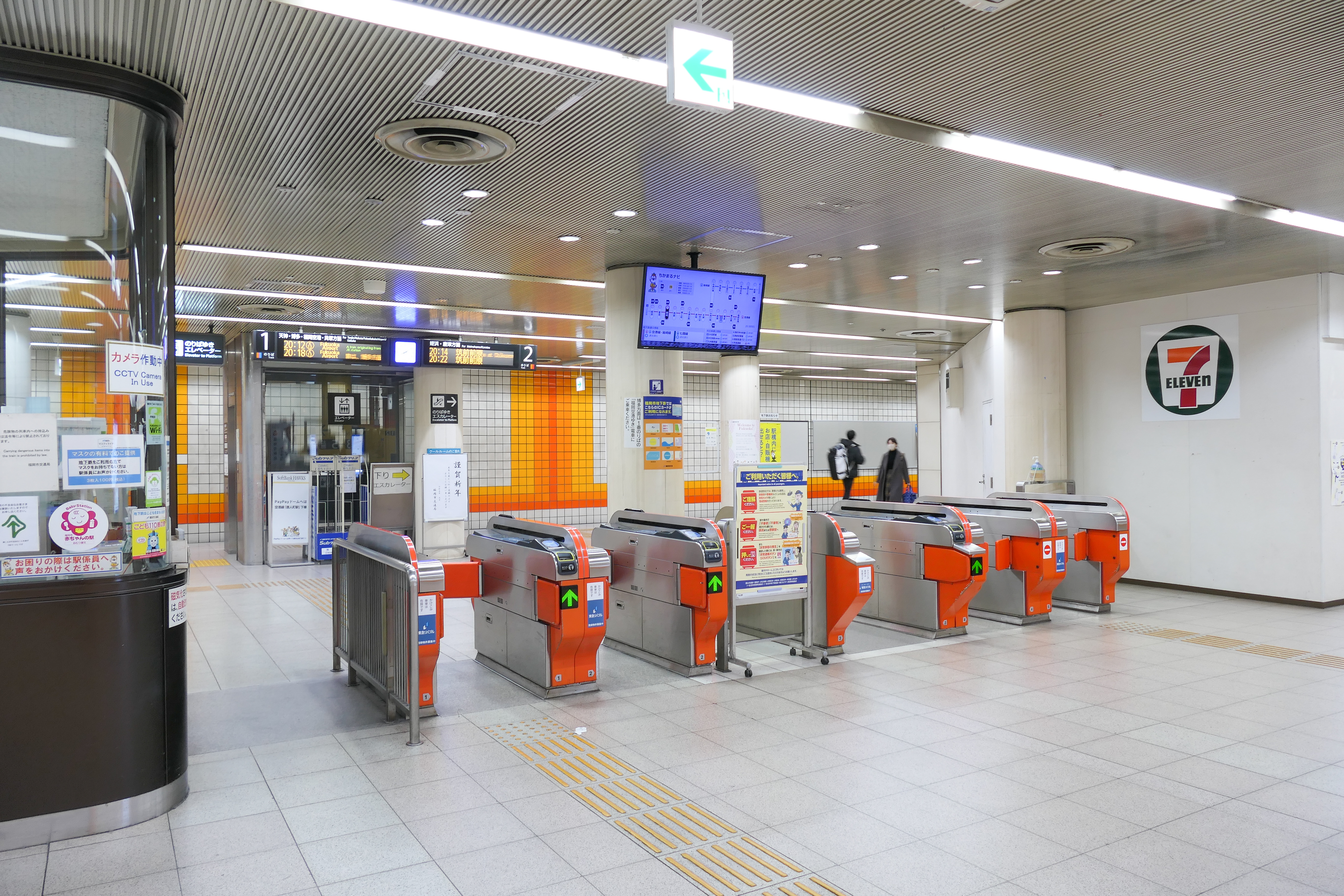
改札口（2023年1月）
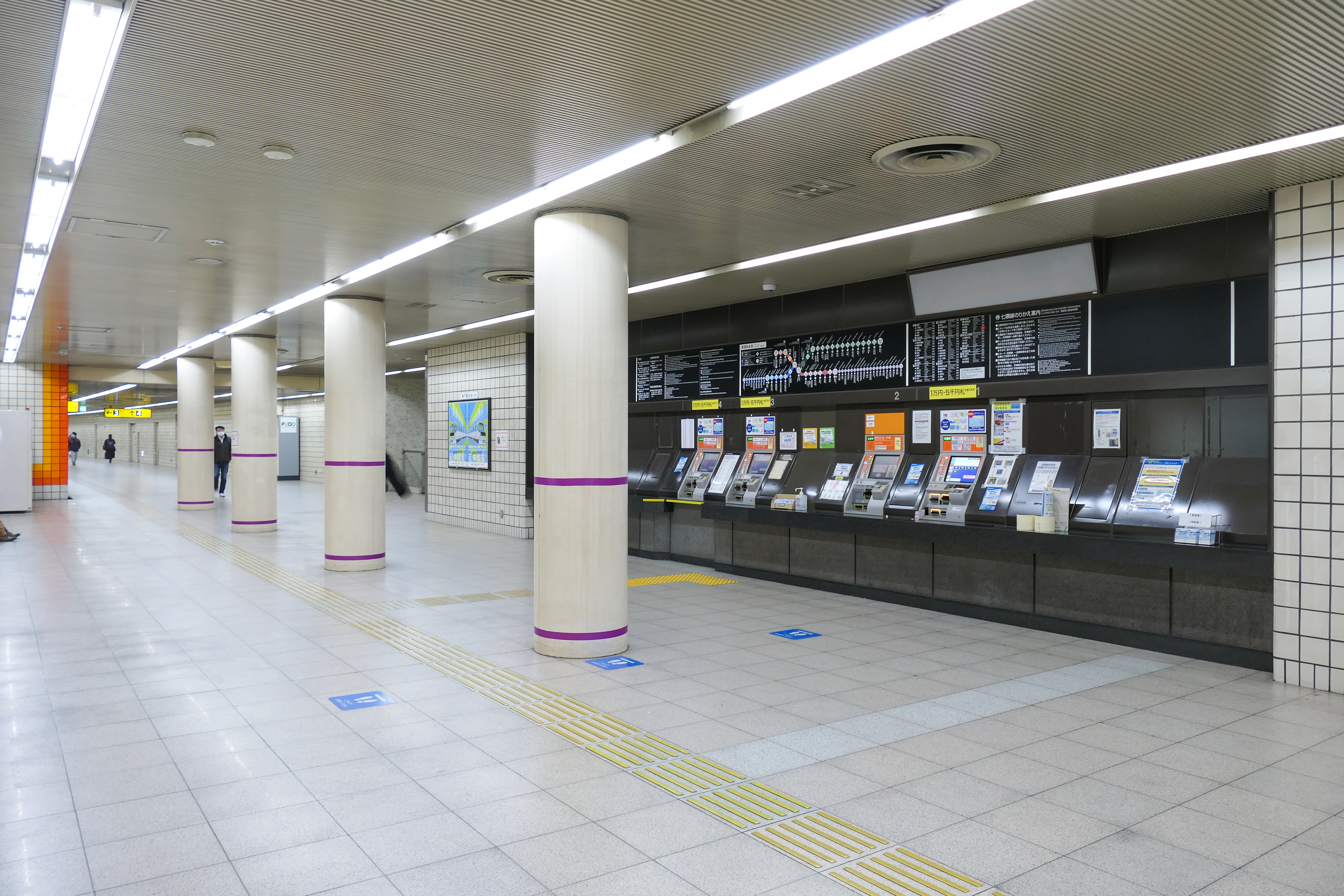
コンコース・切符売り場（2023年1月）
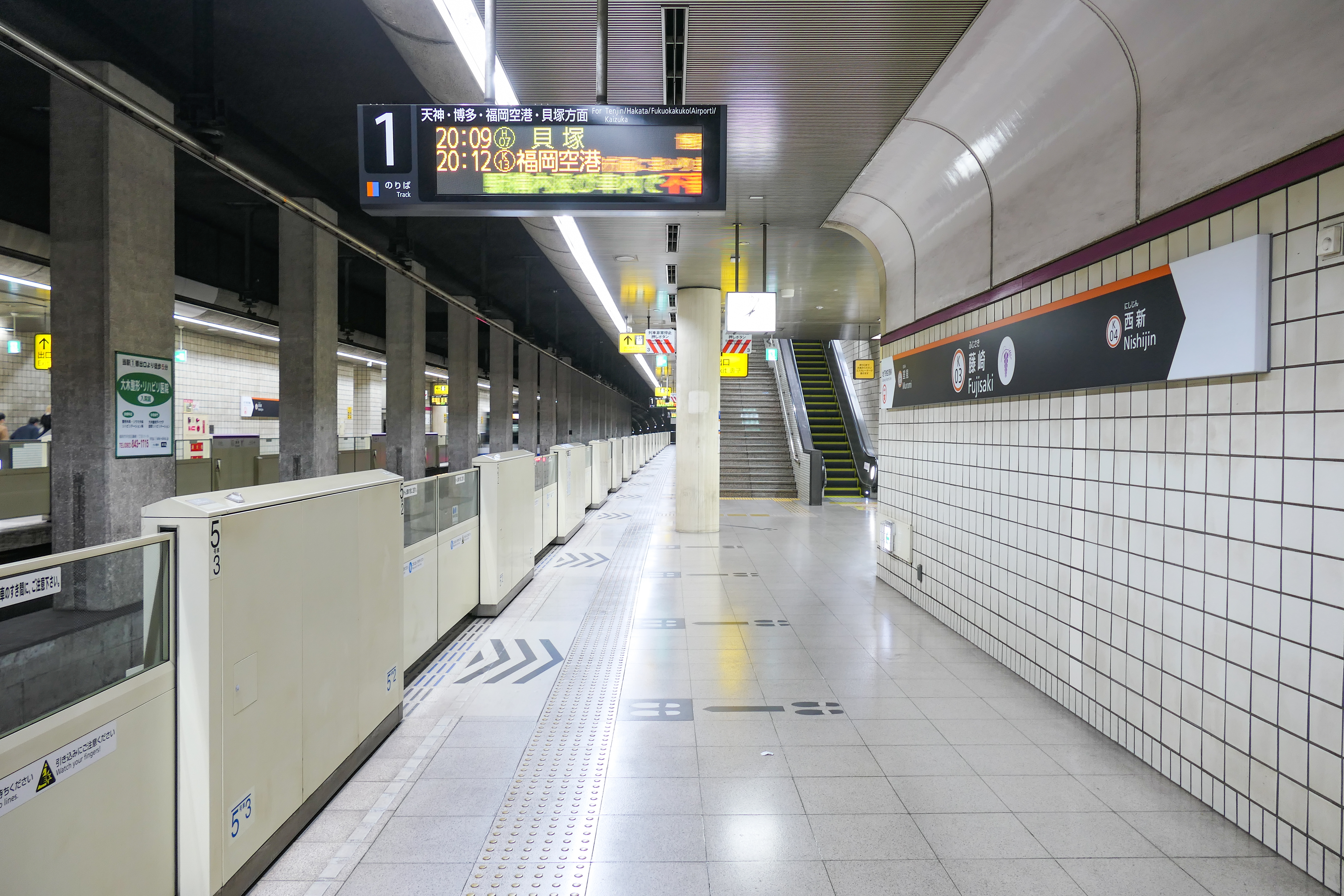
1番線ホーム（2023年1月）
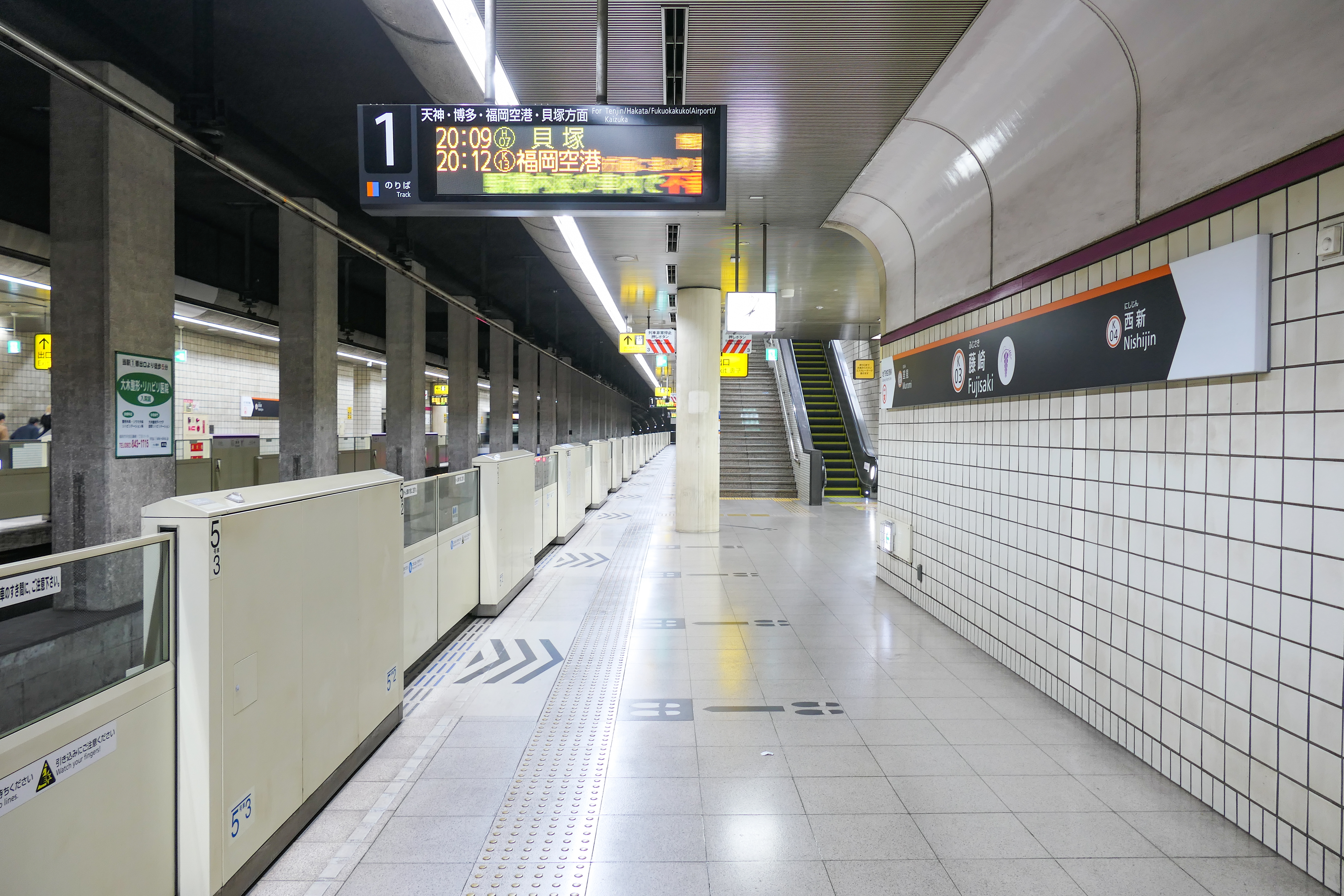
2番線ホーム（2023年1月）

なお、2024年には駅に入っていたコンビニエンスストアがセブンイレブンからファミリーマートへと変更している。他にも駅構内には多数の自動販売機、アイスクリームの自動販売機、証明写真撮影機、改札内にはクールルームも設置されている。

### 出口
出口は1番出口（藤崎一丁目）、2番出口（百道二丁目、途中で藤崎バス乗継ターミナルにも接続）、3番出口（百道二丁目、早良区役所の南東）、4番出口（高取二丁目）、5番出口（百道二丁目、早良区役所の南、エレベータ）がある。

## 利用状況
2023年度の1日平均乗車人員は11,071人である。
近年の1日平均乗車人員の推移は下表のとおりである。
| 年度               | 1日平均 乗車人員 |
| ------------------ | ---------------- |
| 2001年（平成13年） | 11,049           |
| 2002年（平成14年） | 10,599           |
| 2003年（平成15年） | 10,511           |
| 2004年（平成16年） | 10,393           |
| 2005年（平成17年） | 9,680            |
| 2006年（平成18年） | 9,974            |
| 2007年（平成19年） | 10,129           |
| 2008年（平成20年） | 10,385           |
| 2009年（平成21年） | 10,230           |
| 2010年（平成22年） | 10,389           |
| 2011年（平成23年） | 10,742           |
| 2012年（平成24年） | 10,950           |
| 2013年（平成25年） | 11,088           |
| 2014年（平成26年） | 11,100           |
| 2015年（平成27年） | 12,508           |
| 2016年（平成28年） | 12,367           |
| 2017年（平成29年） | 12,557           |
| 2018年（平成30年） | 12,690           |
| 2019年（令和元年） | 12,710           |
| 2020年（令和02年） | 9,307            |
| 2021年（令和03年） | 9,809            |
| 2022年（令和04年） | 10,695           |
| 2023年（令和05年） | 11,071           |

## 駅周辺

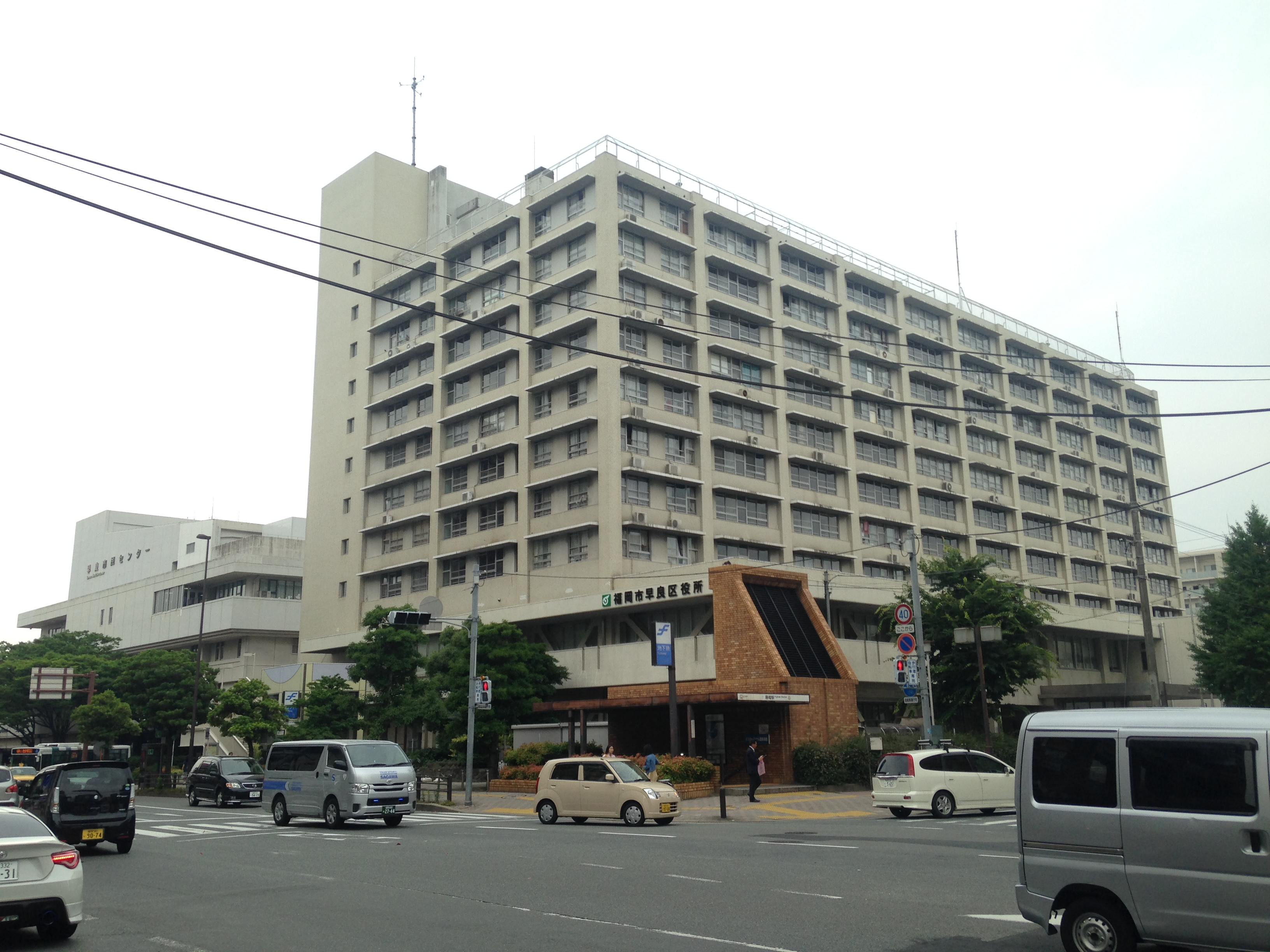
早良区役所。下にある煉瓦造りの建物は藤崎駅3番出入口

一帯に住宅街が広がるが、駅の北側に早良区役所をはじめとする行政機関が集中する。早良市民センターの1階に藤崎バス乗継ターミナルが設けられており、駅と直結して福岡市西南部方面、シーサイドももち方面、天神方面、博多駅方面へのアクセス駅の一つとなっている。
駅東側、明治通りの一つ南の通りが「藤崎通り商店街」で、東方向に行くと「高取商店街」、「中西商店街」、「西新中央商店街」、「オレンジ通り商店街」（これらの総称：西新商店街又は「サザエさん商店街通り」）に連なる。
駅周辺の主な施設は次の通り。
- 福岡市早良区役所
- 福岡国税局西福岡税務署
- 福岡県立ももち文化センター（SAWARAPIA）
- 福岡市ももち体育館
- 早良市民センター
- 九州郵政研修センター
- 福岡市教育センター
- 福岡市早良保健所
- 早良郵便局
- 早良図書館
- 福岡拘置所
- 福岡市立百道小学校
- 福岡市立百道中学校
- 福岡市立高取小学校
- 福岡市立高取中学校
- 福岡市立室見小学校
- 早良警察署
- 農林水産省九州森林管理局福岡森林管理署
- 福岡山王病院
- サニー高取店
- トーホー紅葉店
- 藤崎郵便局
- 紅葉八幡宮
- 猿田彦神社
- 高取焼味楽窯

## 隣の駅
福岡市交通局
 地下鉄空港線 
室見駅 (K02) - 藤崎駅 (K03) - 西新駅 (K04)